# Зевксіппа (наяда)
Зевксіппа (дав.-гр. Ζευξίππη, ім'я означає «та, що запрягає коней») — персонажка давньогрецької міфології, наяда, дочка річкового бога Ерідана, дружина афінського царя Пандіона, сестра Праксіфеї, яка була дружиною Еріхтонія і матір'ю Пандіона. Таким чином Зевксіппа доводилася рідною тіткою своєму чоловіку Пандіону. Від нього народила Ерехтея, Бута, Філомелу та Прокну.